# Цврче
Цврче је насељено место у Босни и Херцеговини у општини Горњи Вакуф-Ускопље. Административно припада Федерацији Босне и Херцеговине, односно њеном Средњобосанском кантону. Према попису становништва из 2013. у насељу је било 187 становника, а већинско становништво у насељу били су Бошњаци.

## Становништво
По последњем службеном попису становништва из 2013. године у насељу Цврче живело је 187 становника, а село је било етнички хомогено са већинском бошњачком популацијом.
| Националност | 2013. | 1991.        | 1981.        | 1971.        |
| Бошњаци      | —     | 271 (99,63%) | 319 (100,0%) | 330 (100,0%) |
| Хрвати       | —     | 0            | 0            | 0            |
| Срби         | —     | 0            | 0            | 0            |
| Југословени  | —     | 0            | 0            | 0            |
| остали       | —     | 1 (0,36%)    | 0            | 0            |
| Укупно       | 187   | 272          | 319          | 330          |